# Grosser Landeck Kopf
Grosser Landeck Kopf är en bergstopp i Österrike.   Den ligger i distriktet Lienz och förbundslandet Tyrolen, i den centrala delen av landet, 300 km väster om huvudstaden Wien. Toppen på Grosser Landeck Kopf är 2 900 meter över havet, eller 264 meter över den omgivande terrängen. Bredden vid basen är 3,4 km.
Terrängen runt Grosser Landeck Kopf är huvudsakligen bergig, men den allra närmaste omgivningen är kuperad. Runt Grosser Landeck Kopf är det ganska glesbefolkat, med 26 invånare per kvadratkilometer.. Närmaste större samhälle är Matrei in Osttirol, 15,0 km söder om Grosser Landeck Kopf. 
Trakten runt Grosser Landeck Kopf består i huvudsak av gräsmarker.